# Schmidham (Traunstein)
Schmidham ist ein Gemeindeteil der Großen Kreisstadt Traunstein im oberbayerischen Landkreis Traunstein.
Das Dorf in der Gemarkung Wolkersdorf liegt gut vier Kilometer nordwestlich des Zentrums von Traunstein.

## Geschichte
Im Mittelalter war Schmidham Sitz einer Hauptmannschaft des Amtes Oberchiemgau des Herzogtums Bayern, die die Orte Bergen, Kraimoos, Pitzlloch, Riederting und Schmidham umfasste. Die Grundherrschaft lag bis 1803 beim Domkapitel Salzburg. Der Ort kam 1818 zur mit dem bayerischen Gemeindeedikt begründeten Landgemeinde Wolkersdorf. Diese wurde am 1. Mai 1978 nach Traunstein eingemeindet.